# 구교현
구교현(1977년 7월 31일 서울 출생 ~ 현재)은 대한민국의 정치인, 노동운동가, 인권활동가다.
2001년 사회당에 입당해 정치권에 발을 들인 이후 장애인 인권단체와 알바노조에서 인권운동, 노동운동을 해왔다. 2012년 대선 직전 사회당이 진보신당에 합당됐을 때 진보신당에 가담했고, 2015년 9월에는 진보신당의 후신인 노동당 7기 당대표로 선출됐다.

## 생애
구교현은 매일노동뉴스와의 인터뷰에서 대학생 시절 학생운동을 한 적은 없었다고 밝혔다. 이후 전투경찰로 군생활을 하던 중 지역개발에 반대하는 주민들을 진압하는 경험을 하며 사회에 대한 인식을 바꿨다. 2001년엔 원외 진보정당이었던 사회당에 입당했다.
대학 졸업 후 구교현은 여러 사회단체에서 활동하면서 세차장, 택배, 햄버거 배달 등 여러 가지 아르바이트에 종사하며 생계를 꾸려왔다. 2013년 8월엔 불안정 노동자들의 노동조합인 알바노조(알바연대)를 설립했다.
2012년 3월 사회당이 진보신당에 흡수 통합된 후 구교현은 진보신당 청년학생위원장 등으로 활동했다. 진보신당이 2013년 3월 7일 노동당으로 재창당했을 때도 노동당에서 활동했다.
2015년 6월 노동당 나경채 대표가 사임하자 구교현은 노동당 당대표 선거에 출마했다. 같은 해 9월 18일, 구교현은 55.4%의 득표율로 당대표에 당선됐다.
2016년 4월에 치러진 20대 총선에는 노동당 비례대표 2번 후보로 출마했다. 하지만 노동당 정당득표율이 0.38%에 그쳐 국회의원 당선엔 실패했다.

## 약력 및 학력
- (전) 장애인교육권연대 조직국장 겸 전장연 중앙위원
- 알바노조 위원장[5]
- 노동당 대표[6]
- 장그래 살리기 운동본부 공동본부장
- 1996년 서울 우신고등학교 졸업
- 1999년 동양공업전문대학(現 동양미래대학) 정보통신학과 졸업
- 2009년 한국방송통신대학교 행정학과 학사
- 2012년 2월 ~ 2016년 3월 성공회대학교 시민사회복지대학원 석사[7]

## 같이 보기
- 알바연대